# 奇斯托奧焦爾諾耶區

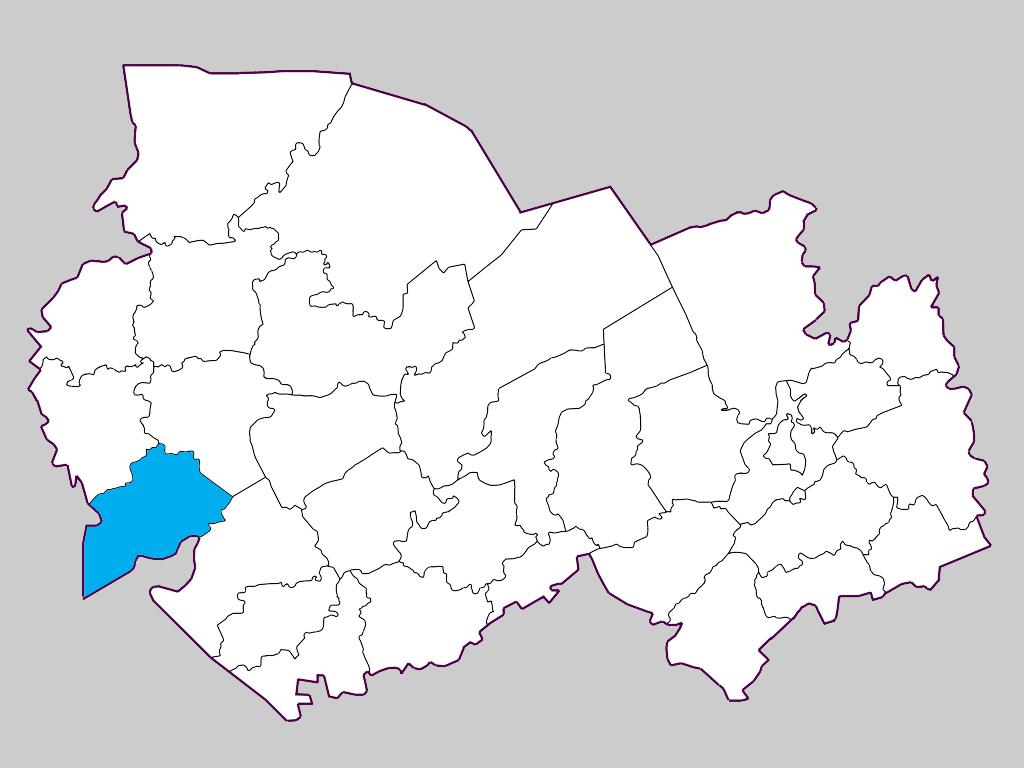

54°42′35″N 76°34′50″E / 54.70972°N 76.58056°E
奇斯托奧焦爾諾耶區（俄语：Чистоозёрный район），是俄羅斯的一個區，位於該國南部，由新西伯利亞州負責管轄，面積5,688平方公里，2010年人口19,603，人口密度每平方公里3.45人。